# 野球パナマ代表
野球パナマ代表（やきゅうパナマだいひょう）は、パナマにおける野球のナショナルチームである。

## 歴史
ワールドカップは準優勝1回、3位入賞が2回ある。
2006年の第1回ワールド・ベースボール・クラシック(WBC)では抑え候補のマリアノ・リベラや、フリオ・ズレータ、フェルナンド・セギノール、ホセ・マシーアスが辞退。さらに監督のロベルト・ケリーが、パナマ野球連盟の主力選手を国内大会に優先するためにWBC代表から外した行為を「国からの十分な支援が受けられない」として辞意を表明。国内リーグでプレーするアニバル・レルス・バスケスを急遽監督に据えて臨むも、一次リーグ全敗なうえ最終戦でオランダにノーヒットノーランを達成されるなどチームの状態が万全ではなかった。
2006年の北京五輪アメリカ大陸予選では、決勝リーグまで残ったが6位であった。
2009年の第2回WBCではダブルイリミネーション方式の第1ラウンドで2連敗となり敗退し、次大会からは予選からの出場となった。
2012年の第3回WBCは、地元での予選3組に参加したが、予選敗退となった。
2016年の第4回WBCには、2大会連続地元での予選3組に参加したが、2大会連続で予選敗退となった。
2022年の第5回WBCには3大会連続地元での予選B組に参加し、3大会ぶりの出場を決めた。2023年に行われた本戦では、台湾での開催となったA組に参加したが、第1ラウンド敗退となった。
2024年の第3回プレミア12には、グループAに参加し初出場したが、オープニングラウンド敗退となった。

## 国際大会

### ワールド・ベースボール・クラシック
| 回 | 年   | 開催地                                                                       | 順位            |
| -- | ---- | ---------------------------------------------------------------------------- | --------------- |
| 1  | 2006 | アメリカ合衆国の旗 · 日本の旗 · プエルトリコの旗                             | 第1ラウンド敗退 |
| 2  | 2009 | アメリカ合衆国の旗 · 日本の旗 · プエルトリコの旗 · メキシコの旗 · カナダの旗 | 第1ラウンド敗退 |
| 3  | 2013 | アメリカ合衆国の旗 · 日本の旗 · プエルトリコの旗 · 中華民国の旗              | 予選敗退        |
| 4  | 2017 | アメリカ合衆国の旗 · 日本の旗 · 大韓民国の旗 · メキシコの旗                  | 予選敗退        |
| 5  | 2023 | アメリカ合衆国の旗 · 日本の旗 · 中華民国の旗                                 | 第1ラウンド敗退 |
| 6  | 2026 |                                                                              | 出場権獲得      |

### オリンピック
| 回 | 年   | 開催地     | 順位     |
| -- | ---- | ---------- | -------- |
| 26 | 1992 | バルセロナ | 予選敗退 |
| 27 | 1996 | アトランタ | 予選敗退 |
| 28 | 2000 | シドニー   | 予選敗退 |
| 29 | 2004 | アテネ     | 予選敗退 |
| 30 | 2008 | 北京       | 予選敗退 |
| 33 | 2021 | 東京       | 予選敗退 |

### WBSCプレミア12
| 回 | 年   | 開催地                                                | 順位         |
| -- | ---- | ----------------------------------------------------- | ------------ |
| 1  | 2015 | 日本の旗 · 中華民国の旗                               | 参加資格無し |
| 2  | 2019 | 日本の旗 · 中華民国の旗 · 大韓民国の旗 · メキシコの旗 | 参加資格無し |
| 3  | 2024 | 日本の旗 · 中華民国の旗 · メキシコの旗                | 5位          |

### ワールドカップ
- 1945年 - 3位
- 2003年 - 準優勝
- 2005年 - 3位

### インターコンチネンタルカップ
- 出場なし

## 歴代監督
| 監督                           | 期間                                        |
| ------------------------------ | ------------------------------------------- |
| アニバル・レルス・バスケス     | 2006 ワールド・ベースボール・クラシック     |
| ヘクター・ロペス               | 2009 ワールド・ベースボール・クラシック     |
| アリスティディス・ブスタマンテ | 2010 第21回中央アメリカ・カリブ海競技大会   |
| アリスティディス・ブスタマンテ | 2010 パンアメリカン競技大会予選             |
| アイナー・ディアス             | 2011 第39回IBAFワールドカップ               |
| ロベルト・ケリー               | 2013 ワールド・ベースボール・クラシック予選 |
| アリスティディス・ブスタマンテ | 2013 ボリバリアンゲームズ                   |
| ルイス・デュラン               | 2014 第22回中央アメリカ・カリブ海競技大会   |
| カルロス・リー                 | 2017 ワールド・ベースボール・クラシック予選 |
| ルイス・オルティス             | 2023 ワールド・ベースボール・クラシック     |
| ホセ・マヨルガ                 | 2024 WBSCプレミア12                         |

## 代表選手
- 2006 ワールド・ベースボール・クラシック・パナマ代表
- 2009 ワールド・ベースボール・クラシック・パナマ代表
- 2013 ワールド・ベースボール・クラシック・パナマ代表
- 2017 ワールド・ベースボール・クラシック・パナマ代表
- 2023 ワールド・ベースボール・クラシック・パナマ代表
- 2024 WBSCプレミア12 パナマ代表